# Józefów (gmina Poddębice)
Józefów – wieś w Polsce położona w województwie łódzkim, w powiecie poddębickim, w gminie Poddębice.
W latach 1975–1998 miejscowość należała administracyjnie do województwa sieradzkiego.
7 września 1939 wkraczający do wsi żołnierze Wehrmachtu zamordowali 30 osób, rolników z Józefowa i okolicznych wsi.